# 邁氏諾德脂鯉
邁氏諾德脂鯉，為輻鰭魚綱脂鯉目脂鯉亞目脂鯉科的其中一個種，分布於南美洲玻利維亞淡水流域，體長可達4.5公分，棲息在底中層水域，生活習性不明。